# Magnolia fujianensis
Magnolia fujianensis är en magnoliaväxtart som först beskrevs av Qing Fang Zheng, och fick sitt nu gällande namn av Richard B. Figlar. Magnolia fujianensis ingår i släktet Magnolia och familjen magnoliaväxter. Inga underarter finns listade i Catalogue of Life.